# Касс Тауншип (округ Скайлкілл, Пенсільванія)
Касс Тауншип (англ. Cass Township) — селище (англ. township) в США, в окрузі Скайлкілл штату Пенсільванія. Населення — 1958 осіб (2010). Засновано в 1848 році, як філія селища. Місто назване на честь Льюїса Касса. Тут проживає 14,30 % українців.

## Географія
За даними Бюро перепису населення США, селища має загальну площу 14 квадратних милі або 36 км², з яких 0,04 квадратних милі або 0,10 км². покриті водою.  

## Демографія

### Перепис 2010
Згідно з переписом 2010 року, у селищі мешкало 1958 осіб у 814 домогосподарствах у складі 555 родин. Було 879 помешкань
Расовий склад населення:
| - 98,6 % — білих - 0,4 % — чорних або афроамериканців - 0,2 % — азіатів - 0,1 % — корінних американців |

До двох чи більше рас належало 0,6 %. Частка іспаномовних становила 0,5 % від усіх жителів.
За віковим діапазоном населення розподілялося таким чином: 21,5 % — особи молодші 18 років, 61,1 % — особи у віці 18—64 років, 17,4 % — особи у віці 65 років та старші. Медіана віку мешканця становила 43,5 року. На 100 осіб жіночої статі в селищі припадало 101,6 чоловіків;  на 100 жінок у віці від 18 років та старших — 104,1 чоловіків також старших 18 років.
Середній дохід на одне домашнє господарство  становив 63 085 доларів США (медіана — 43 607), а середній дохід на одну сім'ю — 81 417 доларів (медіана — 57 000). Медіана доходів становила 52 083 долари для чоловіків та 28 698 доларів для жінок. За межею бідності перебувало 15,2 % осіб, у тому числі 24,7 % дітей у віці до 18 років та 9,0 % осіб у віці 65 років та старших.
Цивільне працевлаштоване населення становило 796 осіб. Основні галузі зайнятості: освіта, охорона здоров'я та соціальна допомога — 25,9 %, виробництво — 13,3 %, роздрібна торгівля — 12,8 %.

### Перепис 2000
| Національності (2000) | Відсотків |
| --------------------- | --------- |
| Ірландці              | 22.9 %    |
| Українці              | 13.6 %    |
| Поляки                | 12.2 %    |
| Німці                 | 12.1 %    |
| Голландці             | 6.1 %     |
| Італійці              | 4.8 %     |
| Литовці               | 4.8 %     |

Згідно з переписом 2000 року у містечку проживало  2 383 людей, 779 сімей, і 525 сімей, які проживають в селищі. Щільність населення складала 170.7 чоловік на квадратну милю (65.9/км²). Там були 848 одиниць житла при середній щільності 60.7/кв. мі (23.5/км²). Расовий склад містечка був 89.17 % білі, 10.20 % афроамериканців, 0.25 % азіатів, 0.13 % інших рас, і 0,25 % двох або більше рас. Латиноамериканці складали 4.20 % населення.
В містечку було 779 домогосподарств, з яких 25,5 % мали дітей віком до 18 років, з них проживало 51,7 %, сімейних пар жили разом, 10,9 % жінок, які не мали чоловіка, а 32,6 % — жили без сім'ї. 28,9 % усіх домогосподарств складалися з фізичних осіб, а 15,9 % — хтось, хто живе окремо, 65 років і старше.
В окрузі населення у віці до 18 років складало 15,1 %, 7,0 % — від 18 до 24 років, 34,0 % — з 25 до 44 років, 26,1 % — з 45 до 64 років та 17,8 % — у віці  65 років і старше. Середній вік — 41 рік. На кожні 100 жінок було 156,2 чоловіків. На кожні 100 жінок віком 18 років і старше було 164,2 чоловіків.
Середній дохід для домашнього господарства в місті становив 31 792 долара, а медичний дохід для сім'ї склав 39 028 доларів США. Чоловіки мали середній дохід у розмірі 26 766 доларів проти 20 982 доларів для жінок. 
Дохід на душу населення у містечку становив 15 389 доларів. Близько 9,3 % сімей та 12,5 % населення опинилися за межею бідності. у тому числі 19,3 % молодших 18 років і 13,7 % тих, хто перебуває у віці 65 років і старше.
Касс-Тауншип має високий відсоток населення Карпато-Русинського походження — 14,3 % жителів містечка. Деякі лемки або русини, також відомі як галицькі та закарпатські русини. Русини — це не та ж національність, що й українці, але велика кількість русинів нині живуть в сучасній Україні.[джерело?]

## Історія спорту
У 1957 році Касс-Тауншипі була створена шкільна футбольна команда, яка зараз називається «дика кішка» . Команда містечка Касс в окрузі Скайлкілл пройшла сезон без поразок, як і завжди за всю 50 річну історію.  Вони є єдиною відомою шкільною футбольною командою в штаті Пенсильванія, які можуть претендувати на звання непереможні.
Уродженець містечка Гаррі Буцко є єдиним відомим гравцем з Касс, що грав у Національній футбольній Лізі, виступаючи за «Вашингтон Редскінз» у 1963 році.

## Галерея

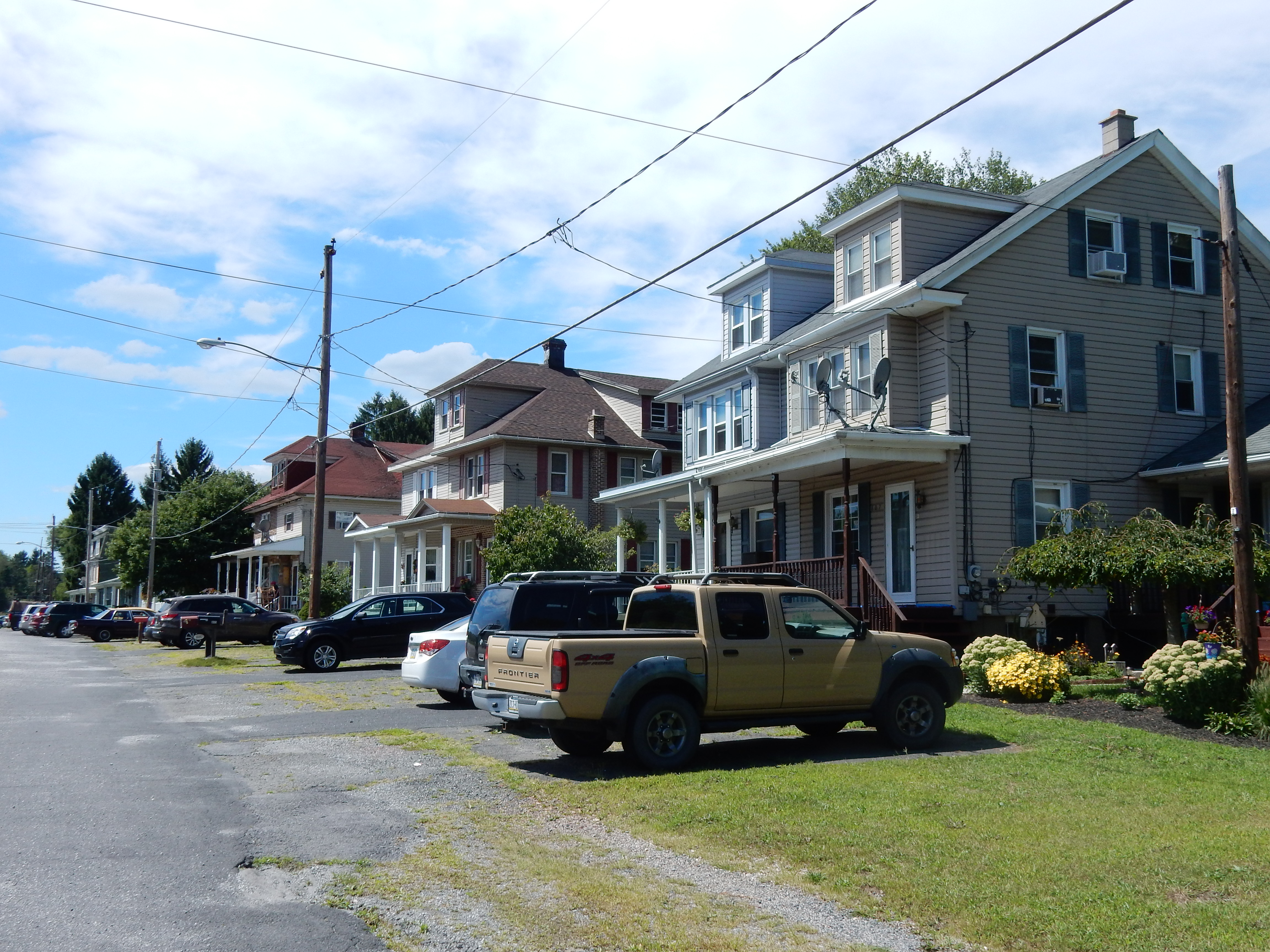
Долинна дорога у місті Касс.
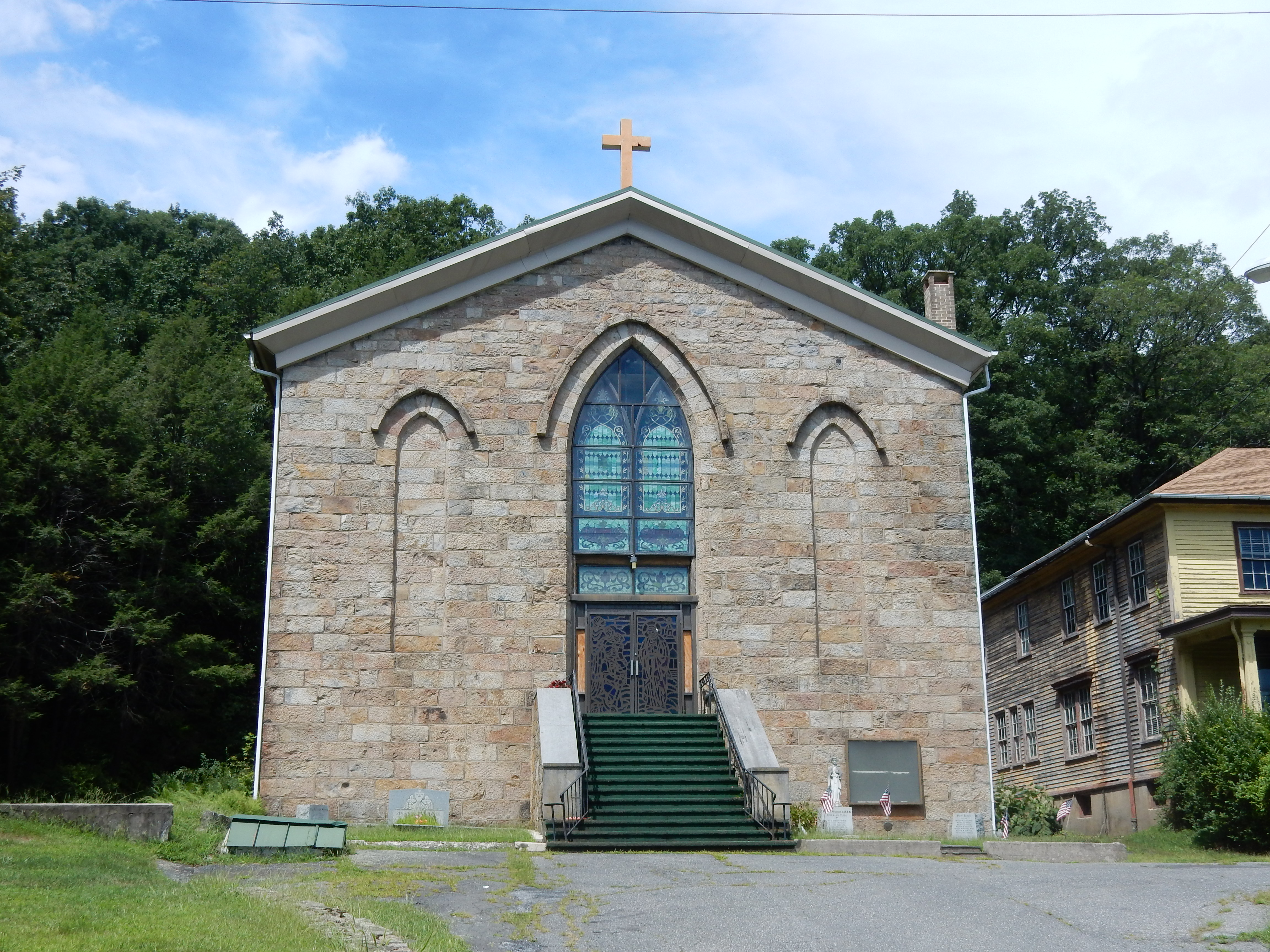
Церква Святого Кієра в Хекчервілі.
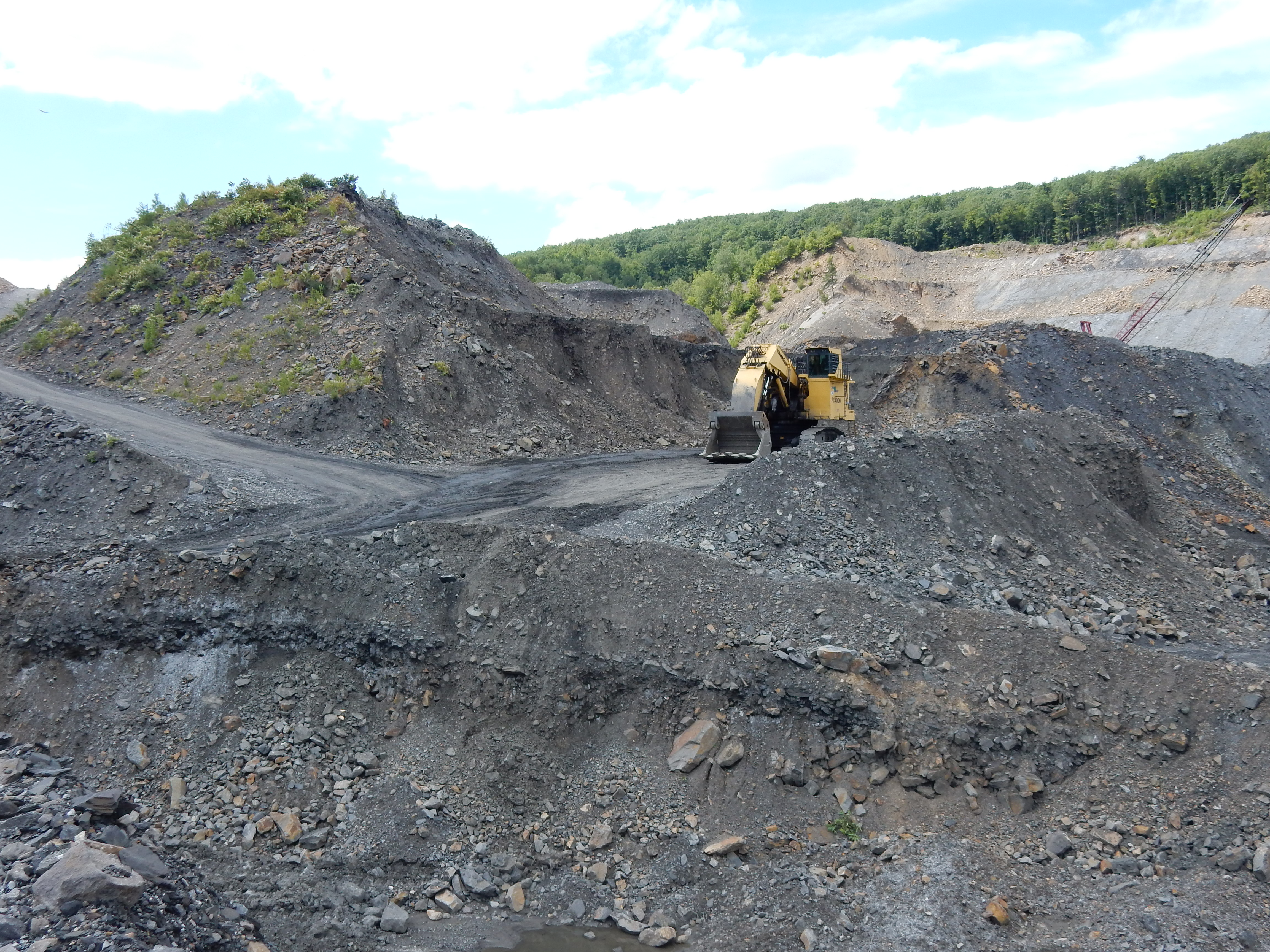
Видобуток вугілля.